# Gustaf Cederström
Gustaf Cederström est un peintre, né le 12 avril 1845 à Stockholm en Suède et mort le 20 août 1933 dans la même ville.
Il est connu pour Les Funérailles de Charles XII de Suède (1878) et la Bataille de Narva (1910).

## Biographie

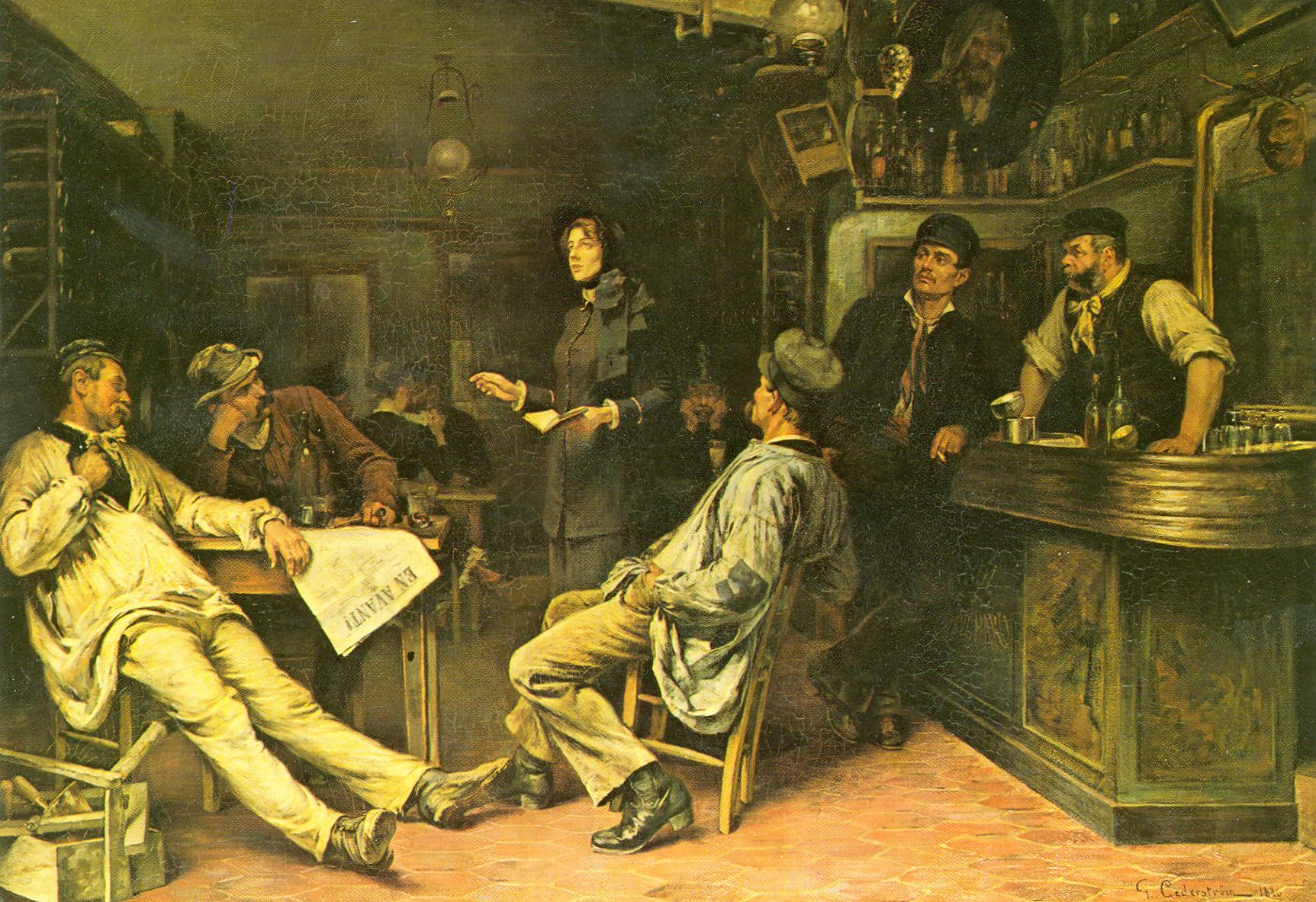
L'Armée du salut, 1886, huile sur toile, Musée des Beaux-Arts de Göteborg.

Cederström s'enrôla dans l'armée et devint sous-lieutenant d'un régiment de chasseurs à pied en Värmland. Il prit des cours de dessin auprès de Ferdinand Fagerlin à Düsseldorf et de Léon Bonnat à Paris, où il se lia avec son compatriote Nils Forsberg, et décida de se consacrer entièrement à l'art pictural.
Sa création intitulée le Retour des cendres de Charles XII suscita une grande émotion en 1878, et eut plus tard les honneurs de l’Exposition universelle de Paris. Le Grand-duc Constantin en fit l'acquisition, mais à la suite d'une collecte nationale, elle fut rachetée par le Nationalmuseum de Stockholm, qui ne disposait jusqu'alors que d'une copie. Cederström se consacra intensément au concours lancé pour l’exposition de la halle aux marches de ce musée et obtint le premier prix avec Anschaire de Brême prêchant la doctrine chrétienne, bien que Carl Larsson obtînt le contrat final pour les fresques.
Outre ses scènes historiques, Cederström peignit surtout des portraits et les scènes militaires.
Membre de l’Académie royale des arts de Suède en 1878, il fut successivement professeur (1887) puis directeur (1899) des classes de l’Académie. Cederström menait la délégation suédoise lors des expositions de 1888 à Copenhague, de 1896 à Berlin et de 1901 à Munich. Il fait partie de la délégation suédoise aux fêtes du millénaire normand à Rouen en 1911.

## Œuvres
Quelques-unes des œuvres de Gustaf Cederström.
- Épilogue (1874)
- Autoportrait (1877)
- Retour des cendres de Charles XII (1878)
- Le recrutement ou Les sergents recruteurs (1879)
- Les Funérailles de Charles XII de Suède (1884)
- L’Armée du salut (1886)
- Les Baptistes (Nuit d'été en Suède) (1886)
- Magnus Stenbock à Malmö le 27 septembre 1709 (1892)
- Sainte Brigitte et le Pape (1899)
- Carola assise sur le divan, 1899,
- Rapport (1900)
- Les dragons (1901)
- Segern vid Narva (la Bataille de Narva) (1905)
- La victoire de Narva (1907-1910)
- Attente de Caroline  ou En attendant Caroline (1918)
- Charles XI faisant raser les fortifications de Helsingborg (vitrail)
- Le débarquement de Charles-Jean XIV à Helsingborg (vitrail)

## Galerie

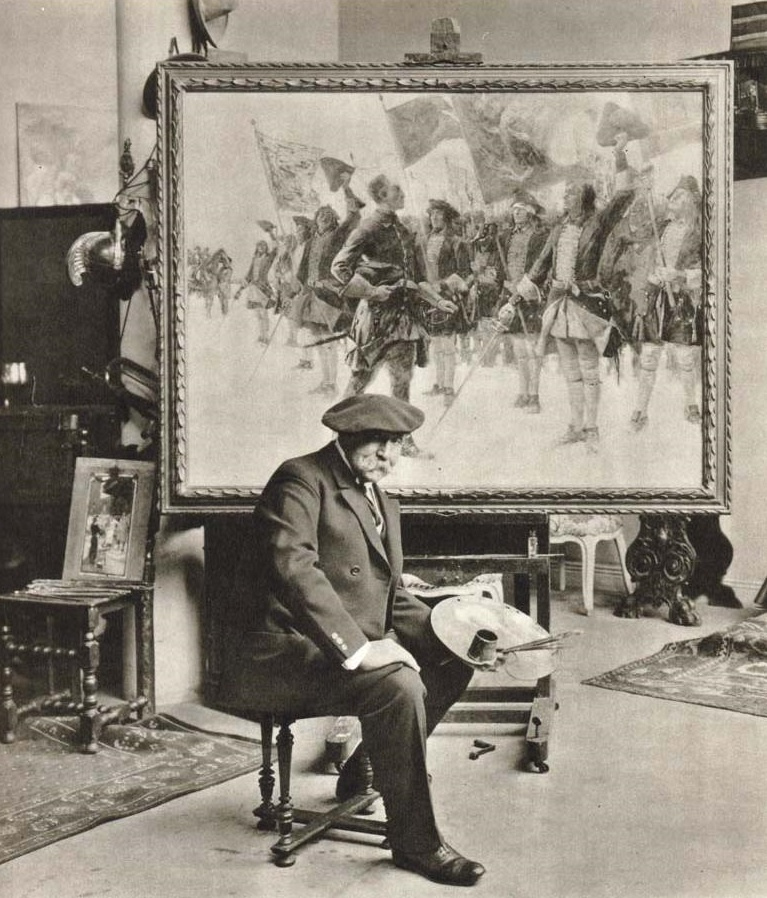
Gustaf Cederström au chevalet.

Épilogue, 1874, huile sur toile, 139 × 194 cm, Nationalmuseum, Stockholm.
Autoportrait, 1877, huile sur toile, 63 × 50 cm, Nationalmuseum.
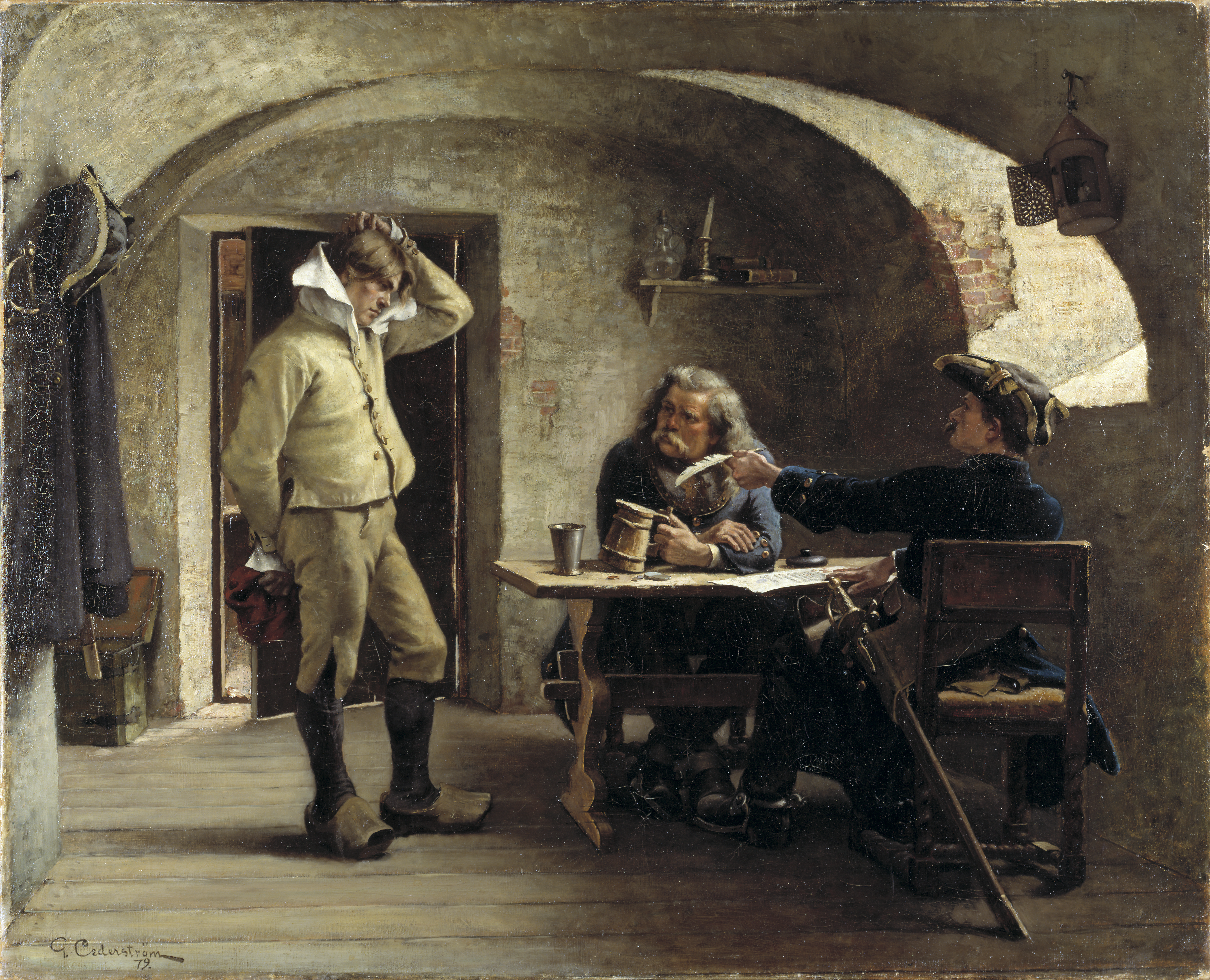
Les sergents recruteurs, 1879, huile sur toile, 80 × 99 cm, Nationalmuseum, Stockholm.
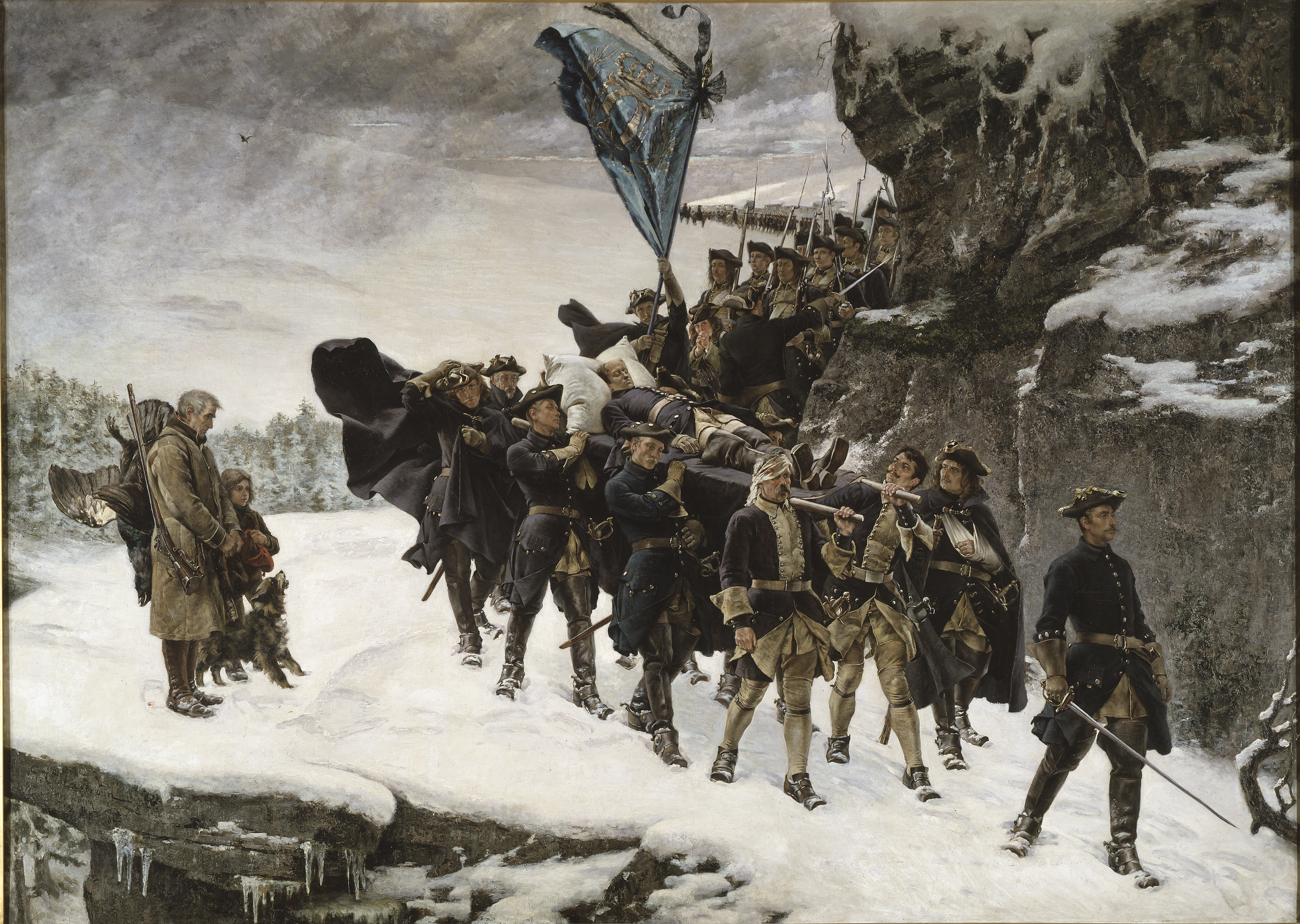
Les Funérailles de Charles XII de Suède, 1884, huile sur toile, 265 × 371, Nationalmuseum, Stockholm.
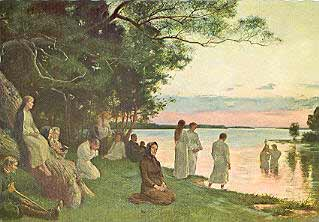
Baptisterna (Les baptistes), 1886, huile sur toile, collection particulière.
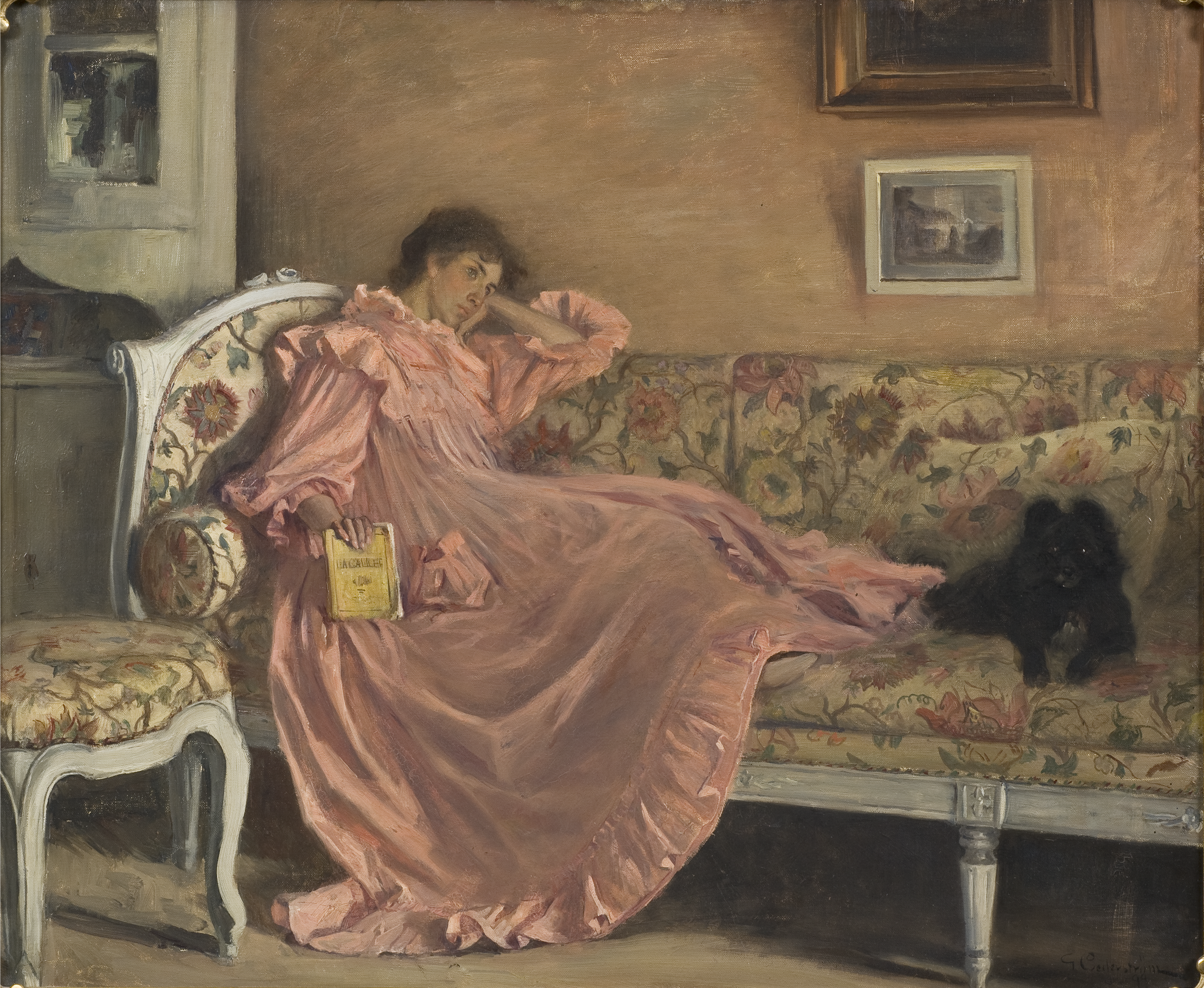
Carola assise sur le divan, 1899, huile sur toile, 60 × 73 cm, Nationalmuseum, Stockholm.
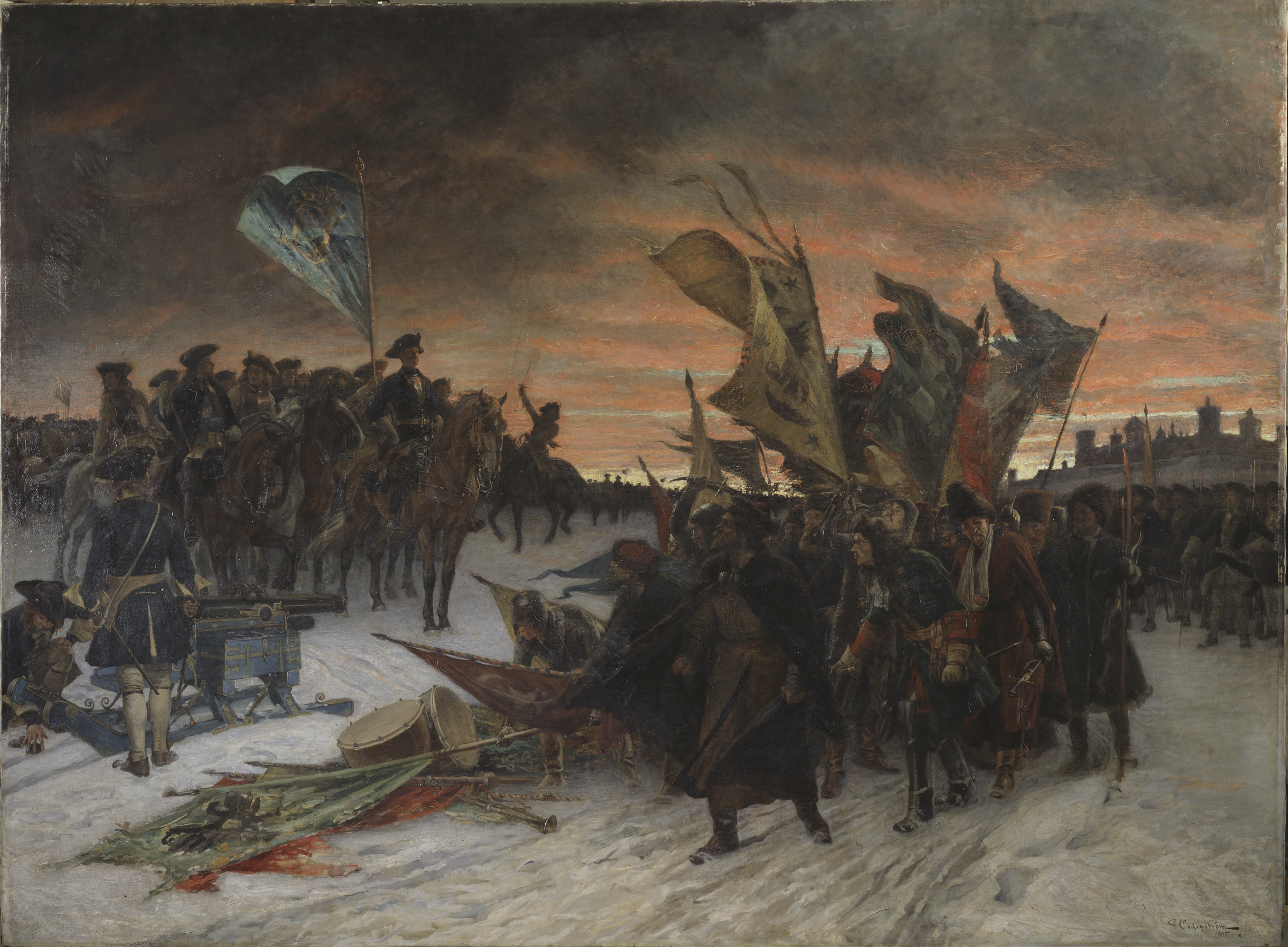
Segern vid Narva (la Bataille de Narva), 1905, huile sur toile, 295 × 395 cm, Nationalmuseum, Stockholm.
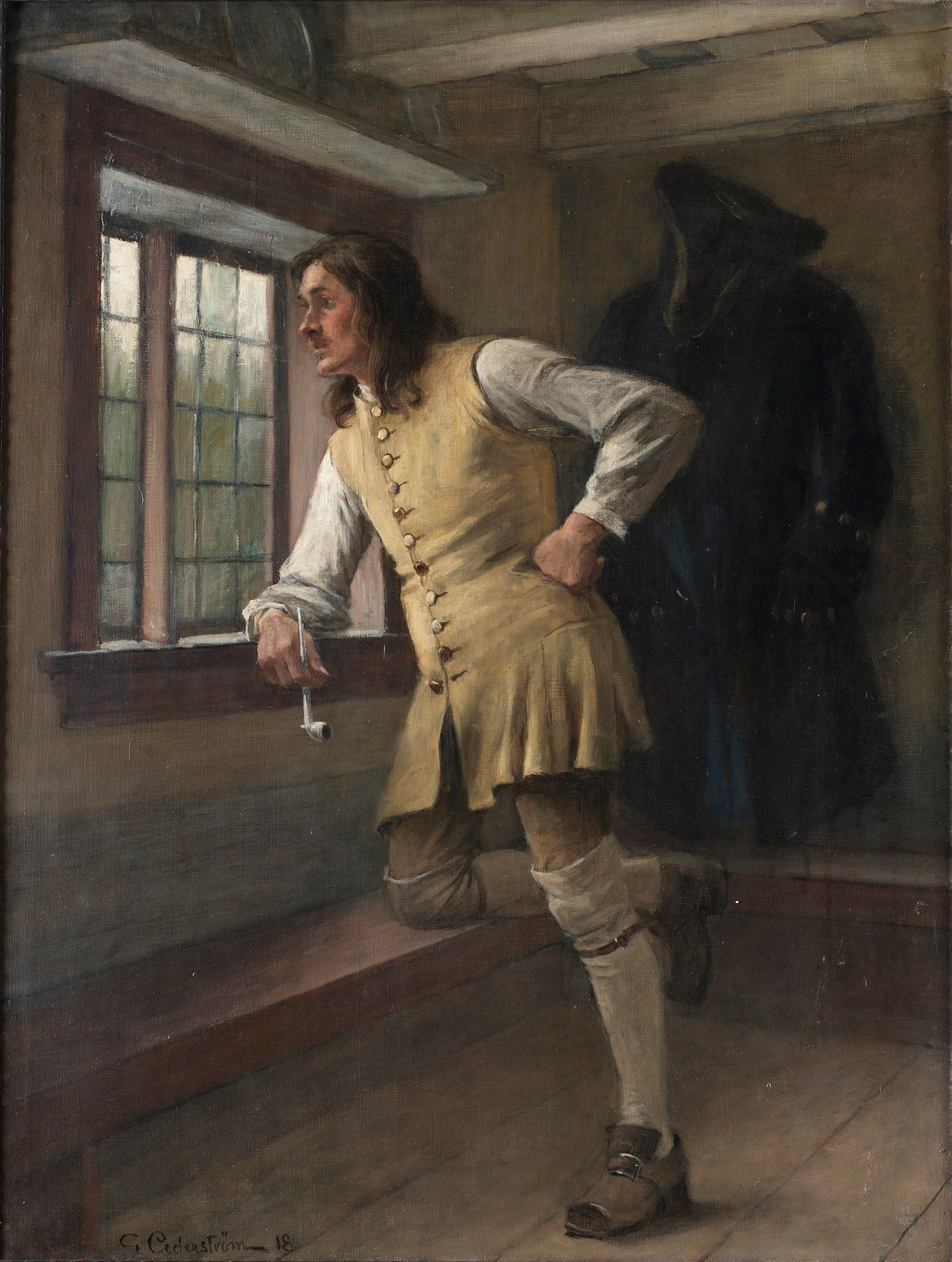
Attente de Caroline , 1918, huile sur toile, collection privée.